# Septembre 1864

## Événements

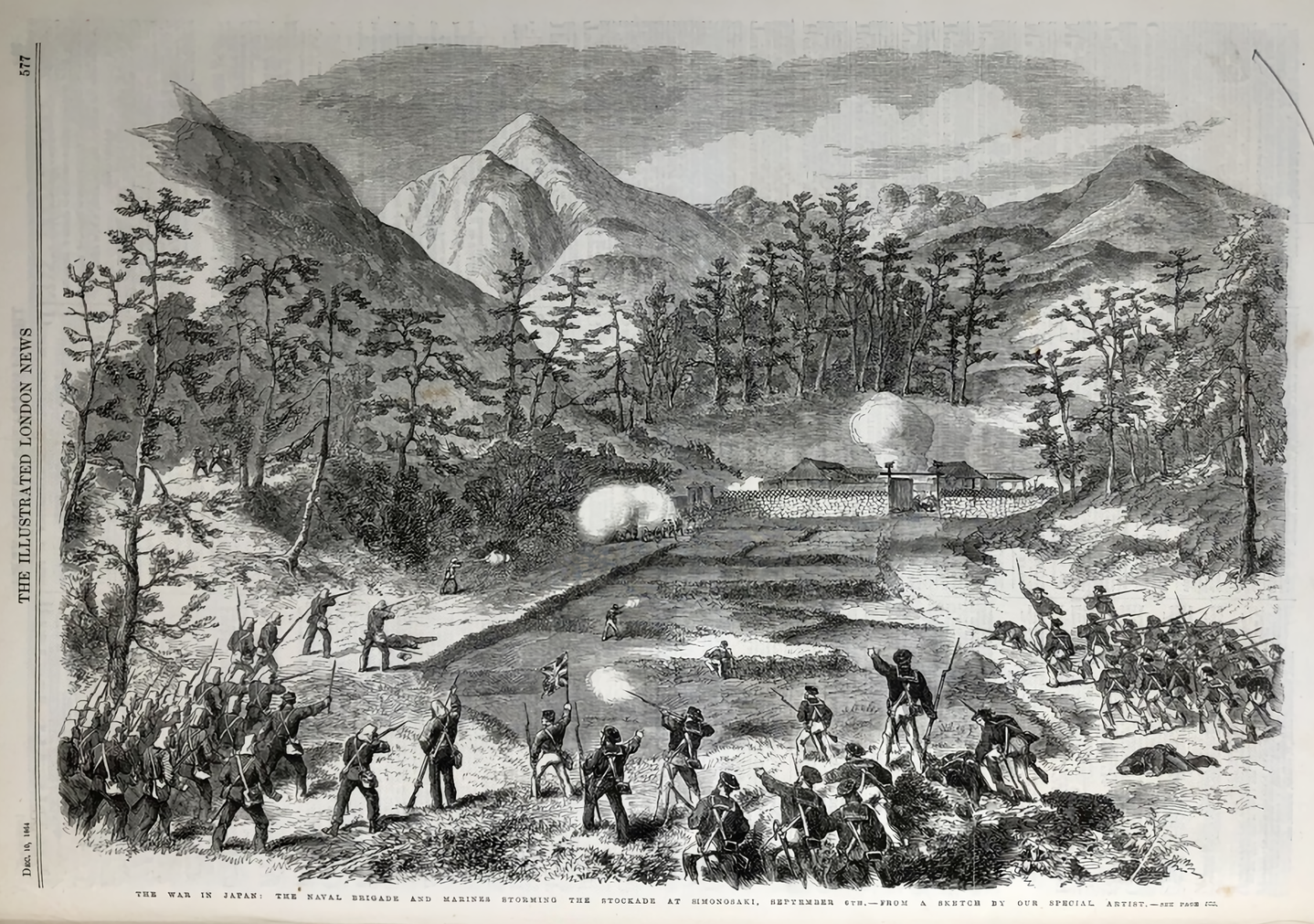
5 septembre : bombardement de Shimonoseki

- Septembre - Décembre : les confédérés conduits par Hood envahissent le Tennessee, espérant couper la route aux renforts de Sherman.

- 1er - 9 septembre : Conférence de Charlottetown. Les délégués du Haut et du Bas-Canada exposent devant les représentants des Provinces Maritimes les avantages de la fédération.

- 5 - 6 septembre (Japon) : bombardement de Shimonoseki par des navires de guerre occidentaux. Les troupes occidentales alliées débarquent dans le port et font sauter les dépôts de munition et les fortifications de la ville. Le shogun doit négocier la paix, en l’achetant par des autorisations de commerce, faute de pouvoir payer les indemnités réclamées. Le mouvement contre les étrangers prend fin.
- 5 septembre : le général François Achille Bazaine, commandant en chef de l'expédition au Mexique, est élevé à la dignité de maréchal de France.

- 8 septembre : le maréchal Mac-Mahon est nommé gouverneur de l'Algérie (fin en 1870). Il ne peut rétablir le calme, car les tribus révoltées trouvent refuge au Maroc. Les troupes prélevées en Algérie, en particulier la Légion étrangère, pour la guerre au Mexique et l’interdiction de poursuivre les rebelles au Maroc rendent la pacification du Sud-Oranais difficile. L’insécurité règne jusqu’en 1880.

- 28 septembre : fondation à Londres de l’Association internationale des travailleurs (AIT) connue sous le nom de Première Internationale Socialiste par Marx et Engels, en présence de militants socialistes venus de divers pays européens, dont des Français (dissoute aux États-Unis en 1876).

## Naissances
- 20 septembre : Louis Martin, médecin et bactériologiste français († 13 juin 1946).

## Décès
- 3 septembre : Décès d'Emil Oskar Nobel (en), le frère cadet d'Alfred Nobel, célèbre inventeur, entre autres, de la dynamite.
- 15 septembre : Henry Stephens, médecin et inventeur de l'encre indélébile.